# Diaspora japonaise aux Palaos
La diaspora japonaise aux Palaos est la communauté d’origine japonaise vivant dans les Palaos, un archipel de l’océan Pacifique.

## Histoire

### 1820–1945
La première trace d’une présence japonaise aux Palaos dont on ait une preuve historique remonte à 1820. À cette date, les huit rescapés d’un bateau de pêche japonais ayant fait naufrage survivent pendant cinq ans dans l’archipel. Des commerçants japonais commencent à s’y établir à partir du milieu du XIXe siècle. En 1890, on compte ainsi deux comptoirs japonais aux Palaos. Beaucoup de ces marchands épousent les filles de chefs locaux et s’intègrent ainsi dans la société paluane. Lorsque l’empire japonais prend les îles aux Allemands au début de la Première Guerre mondiale, les colons et leurs descendants sont mis à contribution, ils servent d’interprètes et occupent des postes dans l’administration.

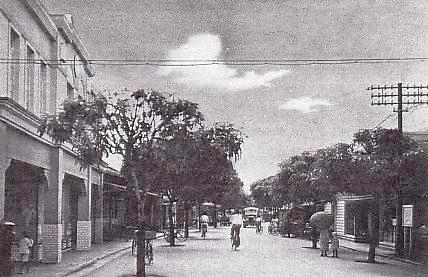
Koror du temps de l’administration japonaise.

Une administration civile remplaçant l’administration militaire est mise en place en 1922. Elle s’emploie entre 1923 et 1932 à identifier et collectiviser les terres inutilisées afin de donner une impulsion au développement économique. Le gros de cette réserve foncière est employé pour monter de nouvelles industries et loger les migrants du Japon et d’Okinawa. En métropole, le gouvernement lance une politique visant à pousser Japonais et Okinawais à s’installer dans les îles de Micronésie, dont les Palaos, pour y pratiquer l’agriculture. La première colonie agricole est installée à Ngaremlengui en 1926, mais les colons ne s’adaptent pas au climat tropical particulièrement humide de l’archipel et abandonnent l’endroit en 1930. Cependant, des implantations ultérieures connaissent une meilleure réussite. 
À la suite de la Grande Dépression de 1929, beaucoup de Japonais et Okinawais se retrouvent sans travail, ce qui a pour effet de grossir les rangs des migrants. Ils s’installent avec leurs familles et cherchent de l’emploi dans différents secteurs. Les Japonais trouvent des postes dans l’administration, tandis que les Okinawais et, la petite communauté coréenne sont employés dans l’agriculture, la pêche et l’industrie minière. Le mouvement migratoire est si fort qu’en 1935, les Japonais constituent 60 % de la population des Palaos. Ils sont concentrés dans les zones urbaines d’Angaur et Koror. Certains colons[Quoi ?] prennent femme dans la population locale ou possèdent une maîtresse paluane. La population métisse appelée en japonais konketsu va devenir considérable dans les dernières années de l’administration coloniale.
À partir de 1937, la marine japonaise renforce ses infrastructures dans l’archipel. De nouveaux migrants du Japon et de Corée sont amenés afin d’achever les chantiers en un temps minimal. Le nombre de travailleurs étrangers monte alors à 10 000 personnes, une pression démographique importante pour un archipel qui ne dispose que de maigres ressources agricoles. Beaucoup de colons okinawans et japonais sont en conséquence rapatriés. Les hommes sont envoyés à l’armée, et les Paluans travaillant dans l’administration et la police sont assignés à la production agricole. Alors qu’au cours de la guerre, le ravitaillement japonais devient très irrégulier, les Japonais ont plus de difficultés que la population indigène à tirer parti des ressources locales, cette dernière ayant une connaissance plus étendue de l’écosystème tropical.

### Après 1945
Après la signature des actes de capitulation du Japon le 2 septembre 1945, le personnel militaire et les civils japonais sont rapatriés entre 1945 et 1946, 350 travailleurs et techniciens étant néanmoins autorisés à rester sur place afin d’aider à la reconstruction des infrastructures paluanes. Les enfants de couples nippo-paluans sont autorisés à rester sur place, quelques-uns choisissant cependant de rejoindre leur famille au Japon. Dans les années 1950, ils forment une association, la Sakura-kai afin d’assister les Paluans d’ascendance japonaise sans nouvelle de leurs proches à rechercher leurs parents partis sans eux lors de la rapatriation forcée. L’association prend une orientation culturelle à partir des années 1980, après avoir rempli sa mission de réunification des familles.
Pendant les années d’après guerre, les relations avec le Japon sont extrêmement réduites. Quelques Japonais arrivent dans les années 1970 et se marient avec les locaux. Dans les années 1980, des hommes d’affaires japonais fondent des entreprises dans l’archipel, et en 1995, on compte 218 ressortissants de ce pays aux Palaos. Parmi ceux-ci, la moitié désirent s’y installer de manière définitive et quelques-uns prennent femme parmi la population paluane ou philippine, mais la plupart s’installent dans l’archipel avec leurs familles et maintiennent des relations suivies avec leur pays natal. Parmi cette population, certains sont d’anciens colons rapatriés à l’issue de la Seconde Guerre mondiale. Ces derniers, âgés de plus de 60 ans travaillent généralement comme restaurateurs ou guides touristiques.
Beaucoup de Nippo-paluans ont occupé des positions clé dans le service public et l’appareil politique des Palaos. L’ethnologue Mark Peattie fait l’hypothèse que cette surreprésentation est liée à la qualité de l’éducation qu’ils ont reçu du temps de la colonisation. L’ancien président des Palaos Kuniwo Nakamura est lui-même pour moitié d’origine japonaise. Lors d’une visite au Japon en 1996, il est reçu par l’empereur Akihito. Ce voyage se traduit par des retombées financières pour l’archipel. Le Japon débloque des fonds pour financer la reconstruction du pont de Koror-Babeldaob et des accords commerciaux sont signés entre les deux pays.

## Langue
Pendant l’ère coloniale japonaise, les colons japonais utilisent principalement le japonais dans leur vie quotidienne, et cette langue sert de lingua franca dans l’archipel. L’anglais est aussi reconnu comme l’autre langue officielle, et beaucoup de migrants possèdent aux moins quelques rudiments dans cette langue. La population métisse s’exprime mieux en japonais qu’en paluan particulièrement ceux ayant effectué leur scolarité dans les écoles publiques. Les colons introduisent aussi l’usage du syllabaire katakana pour transcrire le paluan. À la suite de la défaite japonaise, l’usage du japonais est découragé au profit de celui du paluan et de l’anglais. La plupart des Nippo-paluans utilisent le paluan dans leur vie quotidienne plutôt que l’anglais ou le japonais, ils ont cependant une maîtrise de cette langue supérieure au reste de leurs concitoyens. Le nombre de touristes japonais ayant augmenté dans les années 1990, la langue a été introduite en option dans l’enseignement.

## Religion
Le shinto d’État est utilisé dans les années 1930 dans le but de promouvoir le nationalisme japonais et de favoriser l’acculturation de la population locale. Quelques temples shinto sont construits aux Palaos à cette époque. Le plus important est le Nan'yō-jinja (en japonais : Taisha Nanyo Jinja) inauguré en 1940 à Koror et qui fait dès lors usage de temple central en Micronésie. La participation de la population aux rituels shinto qui mettent l’accent sur les idéaux culturels japonais et l’adoration de l’Empereur sont fortement encouragées. Les cultes zen, bouddhiste et tenrikyō sont aussi encouragés. Le premier temple bouddhiste est érigé en 1926, principalement pour satisfaire les besoins spirituels des migrants. On rapporte que ces derniers ont érigé de petits temples shinto dans leurs colonies agricoles avant que l’administration n’encourage officiellement les missions religieuses à s’installer sur place.
Les missions chrétiennes reçoivent initialement le soutien financier du gouvernement japonais et sont encouragées à faire disparaitre certains rituels animistes pratiqués par les Paluans. Cependant, beaucoup de missionnaires sont par la suite persécutés par les Japonais qui les soupçonnent d’être impliqués dans des activités d’espionnage au profit de puissances étrangères. 
Après-guerre, beaucoup des sanctuaires shinto sont abandonnés ou détruits et, la communauté Nippo-paluane se tourne vers le christianisme. Dans les années 1980 et 1990, de petites répliques du temple Nan’yō et des temples de Peleliu et Angaur sont construites. Elles servent de mémorial pour les soldats japonais morts durant la guerre et sont visitées par les touristes japonais et les familles des disparus.

## Démographie
Lorsque l’administration civile s’établit, on compte quelques centaines de Japonais dans l’archipel. En 1930, ils sont un peu plus de 2000. Leur population augmente ensuite exponentiellement, ils sont 15 000 en 1938, très majoritairement regroupés à Koror. Leur apport démographique contribue à faire de cette bourgade une vraie ville. Dès 1937, les Paluans n’y constituent plus que 16 % de la population. Une minorité importante de ceux comptabilisés en tant que Japonais sont en réalité des Okinawais et des Coréens.
Les Japonais doivent partir à l’issue de la Seconde Guerre mondiale, mais la population métisse peut rester sur place et, ils constituent une importante minorité aux Palaos. Une étude du Sasakawa Pacific Island Nations Fund estime que 10 % des habitants de ce pays ont une mère ou un père Japonais, la vaste majorité de ces personnes étant née avant 1945. Une autre étude de la Foundation for Advanced Studies in International Development
 indique qu’en 2005, 25 % des Paluans possèdent des origines japonaises.
Le tableau ci-dessous montre l’évolution de la population japonaise aux Palaos de 1912 à 1943.
| 1912 | 73     | -     |
| 1920 | 592    | 5 700 |
| 1922 | 206    | 5 700 |
| 1925 | 1 054  | -     |
| 1930 | 2 078  | 5 794 |
| 1931 | 2 489  | -     |
| 1932 | 3 346  | -     |
| 1933 | 3 940  | -     |
| 1934 | 5 365  |       |
| 1935 | 6 553  | 5 851 |
| 1937 | 11 400 | -     |
| 1940 | 23 700 | 7 000 |
| 1943 | 27 500 | -     |

## Économie
L’administration japonaise encourage les hommes d’affaires japonais à investir dans les secteurs de l’extraction du phosphate et de la production de coprah, deux industries datant de l’époque de la colonie allemande. De nouvelles infrastructures, installations portuaires, routes, lignes électriques, systèmes d’assainissement, sont construites. Une entreprise d’État, la Nanyō Kōhatsu (« compagnie de développement des mers du sud ») est fondée dans le but mettre en valeur les colonies japonaises dans le Pacifique et de développer leur autosuffisance. À la fin des années 1930, des pêcheurs de perles japonais qui se rendent régulièrement en mer d’Arafura font escale aux Palaos d’octobre à avril. Leurs afflux entraine la création de nouveaux services de loisir. Les colons Japonais ouvrent pour eux cafés, okiya (maisons de geisha) et débits de boissons à Koror. 
Après la défaite japonaise de 1945, les entreprises et organisations japonaises ferment, ce qui met fin à l’influence de ce pays sur l’économie paluane. Durant les deux décennies suivant la fin de la guerre, le gouvernement d’occupation américain impose de strictes mesures de restriction au commerce japonais. Le contact est rétabli dans les années 1960 avec l’arrivée de pêcheurs d’Okinawa auxquels des droits de pêche sont octroyés. Des touristes nippons visitent l’archipel en nombre croissant à partir du milieu des années 1970, ils finissent par représenter la moitié du total des touristes. Leur arrivée conduit à la restauration de monuments historiques datant de la période coloniale. Beaucoup des sites touristiques sont gérés par des Paluans d’ascendance japonaise, la double connaissance des coutumes japonaises et paluanes constituant un atout fort pour l’accueil des groupes de touristes japonais.